# Slimka
Slimka, de son vrai nom Cassim Sall, né le 30 avril 1994 à Genève, est un rappeur suisse d'origine italo-allemande du côté de sa mère et sénégalo-malienne du côté de son père. Il est l'un des principaux représentants du rap en Suisse romande en compagnie de ses acolytes au sein du collectif genevois Superwak Clique : Makala et Di-Meh.

## Biographie
Dans son enfance puis son adolescence, Cassim joue au football avant de se lancer dans le mannequinat. 
Dès 2014, il fait des apparitions aux côtés des membres de la Superwak Clique, un collectif d'artistes hip-hop genevois dont sont notamment membres les rappeurs Di-Meh et Makala. À partir de ces premières apparitions lors des concerts du collectif mais également sur la mixtape Varaignée, pt. 1 de Makala, Slimka cultive son unicité et est considéré comme « un chien fou lâché dans les quilles ». 
En avril 2017, Slimka sort son premier projet intitulé No Bad, Vol. 1. Sa mixtape a un certain succès au niveau national puisqu'elle atteint la 35ème place du classement du Schweizer Hitparade dès sa première semaine d'exploitation. L'année suivante, il sort une seconde partie à son projet qu'il appelle No Bad, Vol. 2. Le projet est une réussite artistique mais également commerciale par rapport au public de la Superwak Clique puisque le projet atteint la 23ème place du classement suisse.
En 2020, il sort l'EP Tunnel Vision Prelude qui, comme son nom l'indique, précède la sortie courant 2021 de son premier album nommé Tunnel Vision. La promotion de l'album commence par la sortie de 2 singles, Headshot  et Rainbow (en featuring avec Varnish La Piscine) sortis tous deux au début de l'année 2021.

## Prix
- 2024 : Prix de la musique suisse, meilleur artiste romand[7]

## Discographie

### Albums
2024 : Le Grand Mystico

### EPs
2022 : 6KLOP

### Singles
- 2018 : Depeche Mode (feat. Di-Meh & Makala)
- 2018 : SupSup
- 2018 : Icy Twice (feat. Unknown)
- 2018 : A Plus, A Ciao (feat. Di-Meh)
- 2020 : Slide
- 2021 : Headshot
- 2021 : Rainbow (feat. Varnish La Piscine)

### Apparitions
- 2014 : Cadillac (feat. Rico TK, sur la mixtape Varaignée, pt. 1 de Makala)
- 2016 : Dans tes chveux (feat. Rico TK, Daejmiy & Ike Ortiz, sur l'EP Escape (F+R Prelude) de Varnish La Piscine)
- 2017 : I Don't Fucking Know (sur la mixtape Castro vs. Fiji de CMDWN)
- 2017 : Benz (sur la mixtape Focus, Vol. 1 de Di-Meh)
- 2017 : OMG (sur l'album Équipe Type de Rolla)
- 2017 : Seven Up (feat. Di-Meh, sur l'album Ego de Danitsa)
- 2017 : Guestlist (feat. Di-Meh, sur l'album Boulangerie française, Vol 2 de DJ Weedim)
- 2018 : Guestlist [+3] (sur l'album For Everyone Around Rage de Gracy Hopkins)
- 2018 : Puff Puff Pass (fea. Azur & Dil, sur la mixtape OTG de JMK$)
- 2018 : KTM (feat. Di-Meh & Harry Fraud, sur la compilation Brooklyn / Paris)
- 2018 : Racks (feat. Di-Meh & Loveni, sur l'album Bisous mortels de Myth Syzer)
- 2019 : Noël sous les tropiques (sur la mixtape Boulangerie française 20/20 (Thèse) de DJ Weedim)
- 2019 : P.I.M.P (sur l'EP Peep Show de DeWolph)
- 2019 : H/H (feat. Di-Meh, sur l'album Roze de Tortoz)
- 2019 : Pourquoi tu m'parles (feat. Di-Meh, sur l'album Blackbird de DJ Elite)
- 2019 : King Pistol (sur l'album Radio Suicide de Makala)
- 2019 : I-D (single de Mairo)
- 2019 : Mirage (sur la mixtape Sortie de prison de Xlanuit)
- 2019 : Hotcalyptus (single de Santo)
- 2019 : Letsgo! (sur la mixtape Un de 3010)
- 2020 : Tommy Wright (sur l'album Radiation World de Psycho'n'odds)
- 2020 : Aquarium (feat. Majdon Co, sur l'album Aggresive Distortion de Izen)
- 2020 : Saturé (feat. Majdon Co, Yung Tarpei & Mairo, sur l'album Aggresive Distortion de Izen)
- 2020 : Un Cadeau (feat. Caballero, JeanJass & Roméo Elvis, sur la mixtape High & Fines Herbes de Caballero & JeanJass)
- 2020 : YUNO (sur l'album ATLAS de Twinsmatic)
- 2020 : Bridget (sur la mixtape Tambora du média en ligne 1863)
- 2021 : Jordan (sur le projet TRIPPIN 00 de OG SINATRA)
- 2021 : Seven (sur la mixtape Big Santa Tape de Raska)